# Fredlanea flavipennis
Fredlanea flavipennis là một loài bọ cánh cứng trong họ Cerambycidae.